# 宮古事務所
宮古事務所為沖繩縣廳的設置於宮古群島派出機關，負責當地之事務。
過去原根據地方自治法設置支廳－宮古支廳，但在2009年3月沖繩縣進行行政改革時廢止，並改設為現在的宮古事務所。

## 管轄區域
- 宮古島市
- 宮古郡
  - 多良間村

## 外部連結
- 宮古事務所的官方網頁